# William Cooper Nell

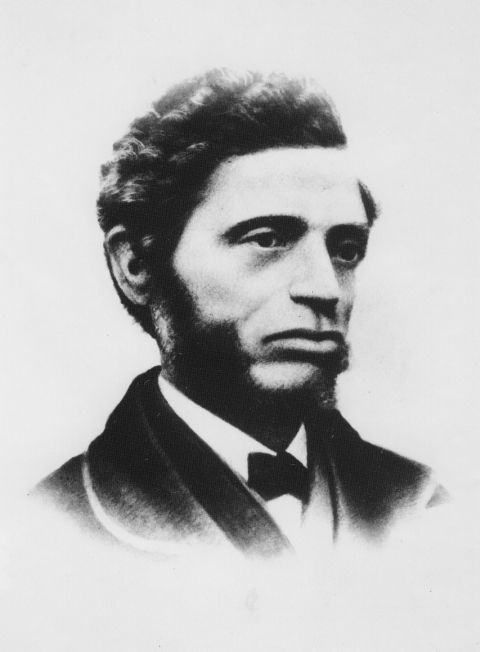
William Cooper Nell

William Cooper Nell (* 16. Dezember 1816 in Boston, Massachusetts; † 25. Mai 1874 ebenda) war ein afroamerikanischer Journalist, Verleger und Autor, der jedoch hauptberuflich als Angestellter bei der Bostoner Stadtverwaltung im Postdienst arbeitete. Er war Abolitionist und engagierte sich für die Zusammenführung von Schulen und öffentlichen Einrichtungen, die bis dahin für Schwarze und Weiße strikt getrennt waren. Seine Ansichten veröffentlichte er in den Zeitungen The Liberator und The North Star und unterstützte damit die Bekanntmachung und Verbreitung der Anti-Sklaverei-Bewegung.
Nell half zudem Anfang der 1840er Jahre bei der Gründung der New England Freedom Association sowie später bei der Gründung einer Bürgerwehr, um geflohenen Sklaven Schutz zu geben. Die Bürgerwehr unterstützte unter anderem den Widerstand gegen ein neues Gesetz, das die Strafen auch für Bürger in freien Bundesstaaten erhöhte, die geflohenen Sklaven halfen.
Nells Werke Services of Colored Americans in the Wars of 1776 and 1812 (1851) und The Colored Patriots of the American Revolution (1855) waren die ersten veröffentlichten Studien über Afroamerikaner in den Vereinigten Staaten. Er war zudem der erste Afroamerikaner, der in einer amerikanischen Stelle der Bundesverwaltung arbeitete.

## Leben
William Cooper Nell war der Sohn von Louise Cooper aus Brookline, Massachusetts und William Guion Nell aus Charleston, South Carolina, der bereits in den 1820er Jahren die Gründung der Massachusetts General Colored Association unterstützt hatte und eine wichtige Rolle in der Anti-Sklaverei-Bewegung spielte.

### Unterstützung des Abolitionismus
Inspiriert durch die Gründung der Zeitschrift The Liberator durch William Lloyd Garrison und beeinflusst durch die Äußerungen von Wendell Phillips entschied sich Nell dazu, das Engagement seines Vaters fortzuführen und Rassismus sowie die Rassentrennung zu bekämpfen. Insbesondere förderte er das intellektuelle und soziale Wohlbefinden junger Afroamerikaner. Ein wesentliches Ziel seiner Arbeit war zudem die Zusammenführung der unterschiedlichen Abolitionisten-Organisationen, in denen sich bis dahin entweder nur Weiße oder nur Schwarze für dieselbe Sache engagierten. Dazu löste er sogar die von seinem Vater gegründete Massachusetts General Colored Association wieder auf.
William Cooper Nell studierte Anfang der 1830er Jahre Rechtswissenschaften, konnte dies aber nicht beruflich einsetzen, da er sich weigerte, der Verfassung der Vereinigten Staaten Treue zu schwören – aus seiner Sicht handelte es sich um ein die Sklaverei befürwortendes Dokument. Zu dieser Zeit begann Nell, für Garrison und The Liberator zu arbeiten und führte seinen Kampf für Garrisons Ideale bis zur Einstellung der Zeitung im Jahr 1865 fort.
Er konnte 2.000 Unterschriften aus der schwarzen Bevölkerung für eine Petition sammeln, in der die Abschaffung der Trennung der Schulen zwischen Schwarzen und Weißen in Massachusetts gefordert wurde. Tatsächlich errangen Nell und seine Mitstreiter 1855 einen Sieg, als die Rassentrennung in Bostoner Schulen offiziell abgeschafft wurde. William Garrison sagte über ihn, dass „möglicherweise niemand so viel für die intellektuelle und moralische Verbesserung der Situation farbiger Jugendlicher getan“ habe. So gründete er unter anderem gemeinsam mit John T. Hilton in Boston die Adelphia Union und die Young Men’s Literary Society, um jungen Afroamerikanern eine bessere Bildung zu ermöglichen. Nell führte zudem Kampagnen an, die 1843 bei der Boston Railroad und 1853 bei den Boston Performance Halls die Aufhebung der Rassentrennung forderten.
Trotz seiner Bemühungen, Schwarze und Weiße im Kampf gegen die Rassentrennung zu vereinen, hatte William Cooper Nell großen Anteil an der Gründung der ausschließlich Schwarzen vorbehaltenen New England Freedom Association, die in den freien Nordstaaten geflohenen Sklaven half. Er unterstützte dies, weil er überzeugt war, dass diese Angelegenheit den Schwarzen viel näher lag als den Weißen.
Von 1847 bis 1851 war Nell Herausgeber der Zeitung The North Star von Frederick Douglass und zog für diese Tätigkeit zeitweise nach Rochester, New York. Dort schloss er sich Anti-Sklaverei-Vereinigungen an und gründete eine Literarische Gesellschaft. Nachdem sich Douglass mit Nells gutem Freund Garrison überworfen hatte, beendete Nell die Zusammenarbeit und kehrte nach Boston zurück. Er brach den Kontakt zu Douglass endgültig ab, als dieser sich für den Erhalt des Colored National Council und der Manual Labor School aussprach, die beide zu dem Rassentrennungsmodell gehörten, das Nell strikt ablehnte. Douglass hingegen griff Nell und andere führende Aktivisten wie Robert Purvis und Charles Lenox Redmond, die Garrison unterstützten, unablässig an.
1850 stellte sich Nell als Kandidat für die Free Soil Party für einen Sitz im Massachusetts General Court zur Verfügung, verlor aber die entsprechende Wahl. Mit der Inkraftsetzung des Fugitive Slave Law of 1850 wurden die Bundesbehörden gezwungen, das Einfangen entflohener Sklaven zu unterstützen und Bürger mit härteren Strafen zu belegen, die den Flüchtigen geholfen hatten. Dies führte dazu, dass William Cooper Nell seinen Kampf gegen die Sklaverei erneut aufnahm. Er gründete eine Bostoner Bürgerwehr (Committee of Vigilance), deren Mitglieder sich zur Unterstützung entflohener Sklaven verpflichteten. Die Organisation verfolgte damit dieselben Ziele wie die Freedom Association aus dem Jahr 1842, war jedoch mit Blick auf die neueste Gesetzgebung illegal. Nell unterstützte darüber hinaus die Underground Railroad, deren zahlreiche Unterstützer geflohenen Sklaven dabei halfen, die Nordstaaten zu erreichen.
1851 reichte Nell gemeinsam mit weiteren Unterstützern eine Petition beim General Court ein, in der die Errichtung eines Denkmals für Crispus Attucks – einem der ersten Märtyrer der Amerikanischen Revolution – gefordert wurde. 1888 ließ die Bostoner Stadtverwaltung auf dem Gelände des Boston Common ein Monument im Gedenken an das Massaker von Boston errichten, in dem Attucks eine hervorgehobene Position zuteilwurde. Seinen späten Erfolg erlebte der bereits 14 Jahre zuvor verstorbene Nell jedoch nicht mehr.
1855 wurde in Massachusetts die Rassentrennung in öffentlichen Schulen abgeschafft, was wesentlich auf die Bestrebungen von Nell zurückging. Als Angestellter des The Liberator bereiste er zu dieser Zeit den Mittleren Westen, um die dortigen afroamerikanischen Bemühungen zur Abschaffung der Sklaverei zu studieren. Er erhielt einen Abschluss am Oberlin College, wo er sich aufgrund des lockeren Umgangs der Studenten untereinander sehr wohl fühlte.
Als 1857 der United States Supreme Court im Verfahren Dred Scott v. Sandford urteilte, dass afrikanische Ethnien keinerlei Rechte in den USA hätten, da sie gemäß der Verfassung der Vereinigten Staaten nicht als Bürger gälten, war Nell darüber äußerst empört. Im darauffolgenden Jahr organisierte er eine Gedenkfeier für Crispus Attucks in der Faneuil Hall und bemühte sich gemeinsam mit Unterstützern darum, in Boston einen jährlichen „Crispus Attucks Day“ einzuführen. Er erinnerte an die Beteiligung von Afroamerikanern im Unabhängigkeitskrieg und hatte großen Anteil daran, dass Attucks' Name mit dem Massaker von Boston in Verbindung gebracht wurde. Im selben Jahr organisierte Nell die Convention of Colored Citizens of New England, die entgegen seinen bisherigen Überzeugungen nur Schwarzen zugänglich war – er argumentierte, dass das Scott-Urteil eine so massive Beleidigung der Schwarzen gewesen sei, dass diese nun getrennt von den Weißen agieren müssten.

### Sezessionskrieg
Nach dem Ausbruch des Sezessionskriegs arbeitete Nell daran, dass Afroamerikaner in der Union Army als Soldaten dienen durften. 1861 nahm er eine Stelle als Postangestellter in Boston an und war damit der erste Afroamerikaner in den Vereinigten Staaten, der eine Arbeitsstelle in einer zivilen Bundesbehörde hatte. Am 14. April 1869 heiratete Nell die damals 26-jährige Frances Ann Ames und bekam mit ihr zwei Söhne, die jedoch bereits mit 9 bzw. 22 Jahren starben.
William Cooper Nell starb 1874 im Alter von 58 Jahren an einem Herzinfarkt. Seine Frau überlebte ihn um mehr als 20 Jahre und starb 1895 in Nashua, New Hampshire.

## Erbe und Ehrungen
Sein Bostoner Wohnhaus, in dem er in den 1850er Jahren lebte, ist heute unter der Bezeichnung William C. Nell Residence als National Historic Landmark im National Register of Historic Places eingetragen.

## Eigene Werke (Auswahl)
- William C. Nell: Services of colored Americans, in the wars of 1776 and 1812. Prentiss & Sawyer, Boston 1851, OCLC 34068998.
- William Cooper Nell: The Colored Patriots of the American Revolution: With Sketches of Several Distinguished Colored Persons: To Which is Added a Brief Survey of the Condition and Prospects of Colored Americans. Robert F. Wallcut, 1855, abgerufen am 3. August 2017 (englisch, Digitalisat).
- William C. Nell: Triumph of equal school rights in Boston: proceedings of the presentation meeting held in Boston, Dec. 17, 1855, including addresses by John T. Hilton, Wm. C. Nell, Charles W. Slack, Wendell Phillips, Wm. Lloyd Garrison, Charles Lennox Remond. R.F. Wallcut, Boston 1856, OCLC 24988712.
- William C. Nell, Edward Lawrence Balch: Faneuil Hall commemorative festival, March 5th, 1858. [...] (= Archive of Americana; American broadsides and ephemera. Band 1, Nr. 10213). Edward Lawrence Balch, Boston 1858, OCLC 920446668.
- William C. Nell, Thomas Hamilton: Property qualification or no property qualification: a few facts from the record of patriotic services of the colored men of New York, during the wars of 1776 and 1812, with a compendium of their present business, and property statistics. Hrsg.: Susan B. Anthony Collection, Library of Congress. Thomas Hamilton and Wm. H. Leonard, New York 1860, OCLC 9114327.
- William C. Nell: Colored Americans in the wars of 1776 and 1912. H.T. Kealing, Philadelphia 1902, OCLC 990502137.